# Novognosticismus

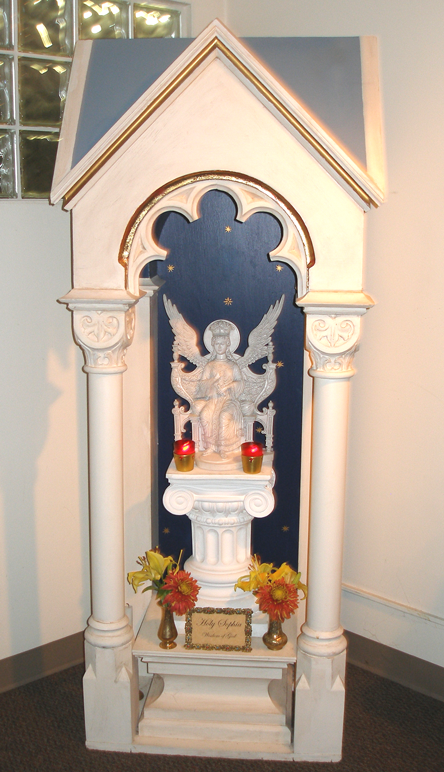
Moderní gnostický oltář církve Ecclesia Gnostica v USA

Novognosticismus nebo neognosticismus je pojem, který se váže k moderním pokusům o obnovu zaniklého gnostického náboženství, mystického směru starověkého křesťanství. Pojem „novognosticismus“ může být někdy užíván v prostředí křesťanských církví jako negativní označení pro myšlenkový odklon v teologii, který se nějak přiblížil nauce starověkého gnosticismu. Pro starověký gnosticismus bylo charakteristické odmítání hmotného světa a vyzdvihování duchovního života a vykoupení skrze poznání (gnósis) předávaného vědění, mimo jiné i přísnou askezí. 
Starověcí gnostici až na výjimky (valentinovci) nevytvářeli vlastní církevní organizace, ale zpravidla tvořili malé okrajové komunity v rámci většinové státní křesťanské církve a byli církevními učenci zavrhováni jako heretici.
V současnosti existuje několik náboženských společností označující se jako „gnostické církve“, které se k učení a tradici starověkého gnosticismu hlásí, např. Ecclesia Gnostica ve Spojených státech nebo francouzská Église gnostique de France. Některé moderní směry novognosticismu mohou své učení čerpat z jiných tradic než je starověký gnosticismus, a to zejména z židovské a křesťanské mystiky, svobodného zednářství, alchymie nebo okultismu, např. Ecclesia Gnostica Catholica, která je spřízněna s organizací Ordo Templi Orientis (O.T.O.).
K novognostikům se nepočítají blízkovýchodní Mandejci, etnicko-náboženské společenství, jejichž mandejské náboženství je jediným dosud živoucím gnostickým náboženstvím na světě.